# Mamadou N'Diaye (basketball, 1993)
 (juin 2016).
Si vous disposez d'ouvrages ou d'articles de référence ou si vous connaissez des sites web de qualité traitant du thème abordé ici, merci de compléter l'article en donnant les références utiles à sa vérifiabilité et en les liant à la section « Notes et références ».
Pour les articles homonymes, voir Mamadou N'Diaye (homonymie) et N'Diaye.
Mamadou N'Diaye est un joueur de basket-ball sénégalais, né le 14 septembre 1993 à Dakar. Il joue au poste de pivot et mesure 229 cm pour 136 kg.
Mamadou N'Diaye a été au lycée Brethren Christian à Huntington Beach, en Californie, puis à l'Université de Californie à Irvine avec les Anteaters de l'UC Irvine (2012-2015), où il a été considéré comme l'un des plus grands joueurs de la Division I (NCAA) aux États-Unis. N'Diaye a été nommé joueur défensif de l'année dans la Big West Conference après la saison 2013-2014 et a reçu diverses mentions. Il fait partie des Records NBA car son envergure a été mesurée en 2012 à 246,4 cm. Il est considéré comme un bon contreur, ayant accumulé 131 contres dans ses 49 premiers matchs universitaires.[réf. nécessaire]

## Biographie
Mamadou N'Diaye est né à Dakar au Sénégal. Il a un frère aîné, nommé Adam. Il grandit en jouant au football et ne pense pas encore jouer au basket.
En 2010, Amadou Koundoul, entraîneur adjoint de l'équipe de basket-ball masculine de l'UC Irvine à l'époque, remarque N'Diaye qui participe à un pick-up game dans un gymnase à Dakar. Il lui propose de se rendre aux États-Unis, et N'Diaye accepte l'offre. Il arrive aux États-Unis sans parler anglais et éprouve des difficultés à l'apprendre.
Après divers maux de tête à son arrivée, Mamadou N'Diaye consulte un médecin et apprend qu'il souffre d'une tumeur dans sa glande pituitaire de la taille d'une balle de golf, responsable de sa croissance excessive et qui menace sa vision. La tumeur est traitée à l'hôpital Memorial Hoag après plusieurs dons de bienfaisance provenant de dons d'habitants de la région. Un couple marié qui a vécu à Huntington Beach, en Californie, une ville proche de la future école de N'Diaye, offre de devenir ses tuteurs pour faciliter son trajet pour un traitement médical.

### Carrière au lycée
Avant de participer à des activités sportives, Mamadou N'Diaye assiste Stoneridge Prep à Simi Valley (Californie), qui le dirige pour ses premières années aux États-Unis. L'école produit des joueurs de basket-ball internationaux de grand calibre, dont Enes Kanter et Nikola Vučević. Cependant, il n'est pas autorisé à jouer au cours de sa première année en raison des règles de la Fédération inter-scolaire californienne. En deuxième année, il reçoit officiellement l'autorisation de transfert dans une autre école secondaire.
N'Diaye s'inscrit au lycée Brethren Christian à Huntington Beach (Californie). Il joue sous la direction de l'entraîneur-chef Jon Bahnsen. Selon Bahnsen, en arrivant à l'école, N'Diaye « peut à peine monter et descendre la cour plus que quelques fois »[réf. nécessaire] en raison de sa mauvaise condition physique après la réhabilitation. Dans ses années de lycée, N'Diaye est considéré comme l'un des plus grands à jouer à ce niveau. Il est également approché par le Guinness des records pour déterminer l'authenticité de ses revendications. Bahnsen dit : « Notre école ne coopérerait pas avec eux, mais le Guinness des records a voulu probablement voir s'il était le joueur de basket-ball de l'école le plus grand du monde »[réf. nécessaire].
En tant que junior à Brethren Christian, N'Diaye termine la saison avec une moyenne de 24 points et 14 rebonds. CBS Nouvelles écrit qu'il est « impossible de défendre » à cause de sa taille. À la fin de sa dernière saison senior avec Brethren Christian, N'Diaye a une moyenne environ 27 points, 14 rebonds et 4,5 blocs. Il obtient sa plus haute notation jeu en janvier 2013 contre Oxford Academy, avec 45 points et 15 rebonds, après une maladie qui l'a empêché de jouer les premiers matchs. À la fin de la saison, N'Diaye obtient les All-State honnors et est nommé joueur de l'année CIF-5AA. Il obtient également le 2013 John R. Wooden Haut Joueur École de l'année pour la division CIF V. Dans la même saison, N'Diaye reçoit le 2013 John R. Wooden High School Player of the Year award, le National Christian Schools Athletic Association Player of the Year and Far West Super-Region team accolades. En outre, il est nommé meilleur joueur de la ligue académique.
Selon le recrutement Nation ESPN, N'Diaye est alors le 6e joueur de lycée le plus prometteur dans son état. Les analystes ESPN commentent ainsi le basket-ball talent de N'Diaye : « Ndiaye est un legit de perspective de 226 cm d'une longueur extraordinaire et des mains énormes »[réf. nécessaire]. Il est officiellement engagé pour jouer avec l'équipe de basket-ball masculin UC Irvine, après l'immatriculation à l'Université de Californie, Irvine, le 14 novembre 2012. Il a également envisagé les équipes d'Oregon, Georgetown, et Pepperdine. N'Diaye dit qu'il a choisi UC Irvine parce qu'il « se sentait très à l'aise à l'université et avec le personnel d'entraîneurs »[réf. nécessaire].

### Carrière universitaire
(juin 2018).

#### Débuts
En rejoignant le programme de basket-ball UC Irvine, N'Diaye a été immédiatement reconnu comme un des plus grands joueurs dans la NCAA Division I. Russell Turner, l'entraîneur-chef de basket-ball, a déclaré : « Je suis très heureux d'ajouter un joueur de la qualité et du caractère de Mamadou à notre programme »[réf. nécessaire].
Mamadou N'Diaye a décidé de rejoindre l'UC Irvine en partie à cause des liens personnels avec les entraîneurs.

### Carrière professionnelle
Après sa carrière universitaire, il se présente à la draft NBA en 2016. Cependant, il n'a pas été recruté à la draft 2016. Toutefois, il joue la Summer League de Las Vegas avec les Warriors de Golden State, mais il n'est pas retenu par la franchise. Il signe finalement un contrat avec les Detroit Pistons en octobre 2016 pour renforcer, dans un premier temps, l'équipe évoluant en NBA-D League, le Championnat de développement.